# وشترهاوزن
وشترهاوزن (به آلمانی: Westerhausen) یک منطقهٔ مسکونی در آلمان است که در تاله واقع شده‌است. وشترهاوزن ۲٬۰۹۲ نفر جمعیت دارد.